# شیدیساید، اوهایو
شیدیساید (به انگلیسی: Shadyside) یک روستا در ایالات متحده آمریکا است که در اوهایو واقع شده‌است. شیدیساید ۲٫۶۷ کیلومتر مربع مساحت و ۳٬۷۸۵ نفر جمعیت دارد و ۲۱۰ متر بالاتر از سطح دریا واقع شده‌است.